# تپه حمام کشه محله
تپه حمام کشه محله مربوط به سده‌های میانه دوران‌های تاریخی پس از اسلام است و در شهرستان استهبان، بخش مرکزی، ۱/۸ کیلومتری شهر ایج واقع شده و این اثر در تاریخ ۱۸ شهریور ۱۳۸۷ با شمارهٔ ثبت ۲۳۴۴۱ به‌عنوان یکی از آثار ملی ایران به ثبت رسیده است.